# 1964 dans la police
Cet article présente les faits marquants de l'année 1964 dans la police.

## Évènements
- 22 septembre : Création de la première brigade de recherche et d'intervention (BRI) française .